# Друст IX
Друст IX (Drust IX; ? — близько 836) — король піктів у 834—836 роках.

## Життєпис
Був сином короля Костянтина I. У списках королів піктів, що відносяться до цього часу, починається неабияка плутанина. Ймовірно, безперервні набіги вікінгів привели до недбалості хроністів. Одні джерела називають королем Друста, сина Каустантіна (Костянтина I), інші — Талоркана, сина Вутола, треті — взагалі якогось Дурстолоргера, чиє ім'я є поєднанням двох попередніх.
Втім, більшість дослідників вважають, що саме Друст IX був королем. Напевне, він загинув у 836 році при відбитті набігу норманів. Новим володарем став Еоган I.